# エルパソ銃乱射事件 (2019年)
エルパソ銃乱射事件（エルパソじゅうらんしゃじけん）は、2019年8月3日10時30分頃（現地時間）からアメリカ合衆国テキサス州エルパソで発生した大量殺人事件。

## 概要
発生場所は、エルパソ国際空港の南側にあるショッピングセンター街「シエロ・ヴィスタ・モール」にあるウォルマート店舗内。イヤーマフをはめAK-47シリーズの自動小銃（ルーマニア製のWASR10）を構えた男が店舗の入口から侵入し、買い物客らに銃を向けて乱射。店内は、学校の新学期に向けた買い物をする客で満員だったため被害が拡大。23人が死亡し数十人が負傷した。
通報を受けた警察は実行犯を逮捕。犯人は、エルパソから1,000キロメートル離れたダラス近郊アレン市在住の20代の白人男性であった。また犯行直前には匿名掲示板の8chanに「マニフェスト」と題する予告声明を出していたことが判明している。

## 裁判
2019年10月10日、逮捕された殺人罪に問われた被告の罪状認否が行われ、被告は無罪を主張した。エルパソ郡の検察当局は、死刑を求めていくとしている。
刑事裁判ではテキサス州裁判所と連邦裁判所の2回に分けて審理されることが決まり、この内連邦裁判所の判決公判が2023年7月8日に開かれ、連邦地裁は被告人に対し終身刑を言い渡した。刑期は終身刑90回分となる。ガーランドの司法長官は「見た目や出身が理由で憎悪に満ちた暴力の標的にされる。誰もがそんな恐怖におびえながら暮らす必要はないはずだ」と声明を出した。一方で、州法の裁判は、この時点では開かれておらず、死刑を言い渡される可能性があったが、被告がすべての罪を認める一方、検察が死刑を求刑しないことで量刑の合意に至った。2025年4月21日、テキサス州の地方裁判所は被告に仮釈放のない終身刑を言い渡した。

## 銃社会への批判
犯人への批判もさることながら、事件が起きたウォルマート自体、全店舗4,750店のうち約半数で銃器を扱う企業の一つであった。2015年に殺傷性の高い銃の販売を中止、2018年に購入者年齢の引き上げなど、銃所持への批判が高まる中で所要の対策を講じてきたが、事件を受けた批判は避けられないものとなった。なお、当事件の発生4日前にも、ミシシッピ州の店舗でも従業員が同僚2人を銃で殺害する事件が発生していた。同年9月3日、ウォルマートは、アメリカ国内の全店舗で拳銃や殺傷力の高いライフル銃の弾薬の販売を停止すると発表した。